# Bob Gibson
Pour les articles homonymes, voir Bob Gibson (chanteur) et Gibson.
Bob Gibson, né Pack Robert Gibson le 9 novembre 1935 à Omaha dans le Nebraska et mort le 2 octobre 2020 dans sa ville natale, est un lanceur américain des ligues majeures de baseball. 
Il a gagné 251 parties en 17 saisons, n'en perdant que 174. Entre 1963 et 1972, il a remporté au moins 18 victoires et a enregistré plus de 200 retraits sur les prises 8 fois en 10 ans. Il a gagné le gant doré pour le meilleur lanceur défensif 9 fois de suite. Sa moyenne au bâton en carrière est de ,206 avec 24 coups de circuit.
En 1968, il a enregistré la meilleure moyenne de points mérités depuis 1920 (1,12) et a mené les Cardinals à la Série mondiale face aux Tigers de Detroit. Les Tigers eux-mêmes alignaient le meilleur lanceur de la Ligue américaine, Denny McLain, qui avait enregistré 31 victoires en 41 départs. Lors du premier match, Gibson inscrit 17 retraits sur des prises et bat McLain, le record actuel pour un match de Série mondiale. Il bat McLain une seconde fois lors du 4e match. Après 6 parties, la série est à égalité et Gibson se retrouve sur monticule pour le match décisif. Il réussit son 3e match complet dans la série, mais essuie la défaite face à Mickey Lolich, qui remporte sa troisième victoire de la série, toutes en tant que lanceur partant. En fin de la saison, Gibson remporte le trophée Cy Young et est élu Meilleur joueur de la Ligue nationale.
En 1970, il remporte de nouveau le trophée Cy Young avec 23 victoires et 7 défaites et 274 retraits sur les prises. Pendant sa dernière saison en 1975, sa fiche est de 3-10. Il accorde 62 buts sur balles et retire 60 frappeurs sur des prises.

## Biographie
Bob Gibson est né à Omaha dans le Nebraska, dernier des sept enfants de Pack et Victoria Gibson (cinq garçons et deux filles). Le père de Gibson mourut de tuberculose trois mois avant la naissance de Gibson ; Gibson a été nommé « Pack Robert Gibson » en l'honneur de son père. Même s'il vénérait l'héritage de son père, Gibson n'aimait pas le nom Pack et changea plus tard son prénom en Robert. Malgré une enfance marquée par des problèmes de santé tels que le rachitisme et un cas grave d'asthme ou de pneumonie à l'âge de trois ans, Gibson a pratiqué jeune le sport de manière informelle et organisée, notamment le baseball et le basketball. Le frère de Gibson, Josh (sans lien de parenté avec le joueur vedette des Negro Leagues), âgé de 15 ans, a eu un impact profond sur sa jeunesse, lui servant de mentor. Bob Gibson a joué dans un certain nombre d'équipes de basketball et de baseball composées de jeunes que son frère entraînait, dont beaucoup étaient organisées par l'intermédiaire du YMCA local.
Bob Gibson a fréquenté le lycée technique d'Omaha où, au cours de sa scolarité, il a été membre des équipes d'athlétisme, de basket-ball et de baseball. Les problèmes de santé de Gibson sont cependant réapparus, et il a eu besoin de d'une autorisation médicale pour pouvoir participer à des sports au lycée en raison d'un souffle cardiaque associé à une poussée de croissance rapide. Bob Gibson a été nommé au sein de l'équipe-type de basket-ball de l'État au cours de sa dernière année d'études secondaires par un journal de Lincoln, dans le Nebraska, et peu après, il a remporté une bourse d'études complète en athlétisme pour le basket-ball à l'Université Creighton. Pendant son séjour à Creighton, Bob Gibson s’est spécialisé en sociologie tout en continuant de pratiquer avec succès le basketball. À la fin de la saison de basketball junior, Bob Gibson a terminé avec en moyenne 22 points par match et a été sélectionnée dans la troisième équipe Jesuit All-American. À l’approche de sa sortie de Creighton, le printemps 1957 s’avère être une période occupée pour Gibson. En plus de se marier, Gibson avait suscité l'intérêt de l'équipe de basketball des Harlem Globetrotters et de l'équipe de baseball des St. Louis Cardinals. En 1957, Gibson reçut une prime de 3 000 dollars à signer avec les cardinaux. Il a retardé ses débuts au sein de l'organisation pendant un an, jouant au basketball avec les Harlem Globetrotters.

## Palmarès
- Moyenne de points mérités de 1,12 en 1968; la meilleure moyenne depuis 1920.
- 251 victoires (44e)
- 174 défaites (81e)
- 3117 retraits sur les prises (13e)
- Moyenne de points mérités en carrière : 2,91 (70e)
- Gant doré pour les lanceurs neuf fois (1965 à 1973)
- Trophée Cy Young en  1968 et 1970
- Élu le meilleur joueur de la ligue nationale en 1968
- Élu au Temple de la renommée du baseball en 1981
- Élu dans l'équipe du siècle comme lanceur partant en 1999

## Statistiques
| Saisons | G   | GS  | W   | L   | PCT   | ERA  | CG  | SHO | IP     | H    | ER   | HR  | BB   | SO   |
| ------- | --- | --- | --- | --- | ----- | ---- | --- | --- | ------ | ---- | ---- | --- | ---- | ---- |
| 19      | 528 | 482 | 251 | 174 | 0,591 | 2,91 | 255 | 56  | 3884,1 | 3279 | 1258 | 257 | 1336 | 3117 |